# هشام بلقروي
هشام بلقروي (مواليد 24 أغسطس 1990 في وهران) هو لاعب كرة قدم جزائري. يلعب كقلب دفاع.

## مسيرته مع الأندية
في يوليو عام 2014، وقع بلقروي عقدًا مدته ثلاث سنوات مع النادي الإفريقي التونس (مدينة)ي .

## وصلات خارجية
- هشام بلقروي profile at DZFoot.com (بالفرنسية)
- هشام بلقروي على موقع قاعدة بيانات كرة القدم.إي يو (الإنجليزية)
- هشام بلقروي على موقع ناشيونال فوتبول تيمز (الإنجليزية)
- هشام بلقروي على موقع Soccerway.com (الإنجليزية)
- هشام بلقروي على موقع عالم كرة القدم.نت (الإنجليزية)
- هشام بلقروي على موقع AS.com (الإسبانية)